# Agustín Gajate
Agustín Gajate Vidriales, plus connu comme Gajate, né le 23 mars 1958 à Saint-Sébastien (province du Guipuscoa, Espagne), est un footballeur espagnol qui jouait au poste de défenseur central avec la Real Sociedad.

## Biographie

### En club
Gajate effectue réalise l'intégralité de sa carrière de footballeur dans les rangs de la Real Sociedad entre 1977 et 1992.
Avec la Real Sociedad, il remporte deux fois le championnat d'Espagne (1981 et 1982) et une Coupe d'Espagne (1987).
Il débute en première division à l'âge de 19 ans le 1er janvier 1978 face au Valence CF.
Lors de la saison 1979-1980, il est titulaire et le club termine à la deuxième place du championnat espagnol battant au passage le record d'imbatibilité en Liga[réf. nécessaire].
L'arrivée du défenseur Alberto Górriz le relègue sur le banc des remplaçants la saison suivante. Ainsi, entre 1980 et 1983, il joue peu de matches.
À partir de 1983, il redevient titulaire. La charnière centrale Gajate-Górriz durera ainsi près de dix ans. Gajate joue un rôle important lors de la conquête de la Coupe d'Espagne en 1987.
Il met un terme à sa carrière de joueur en 1993 avec un total de 469 matches officiels avec la Real Sociedad, dont 364 matches en championnat. Il inscrit un total de 19 buts, dont 12 en Liga.
En Coupe d'Europe, il dispute 3 matchs en Coupe d'Europe des clubs champions (un but), 14 en Coupe de l'UEFA (un but), et 4 en Coupe des coupes (un but). Il est demi-finaliste de la Coupe d'Europe des clubs champions en 1983, en étant battu par le club allemand de Hambourg, futur vainqueur de l'épreuve. Il est également quart de finaliste de la Coupe de l'UEFA en 1989, en étant éliminé aux tirs au but par le VfB Stuttgart.

### En équipe nationale
Gajate participe aux Jeux olympiques de 1980 avec l'Espagne. Il joue trois matchs lors du tournoi olympique organisé en Union soviétique : contre la RDA, la Syrie et l'Algérie.
Il ne reçoit aucune sélection avec l'équipe A.